# Генріх Кіперт
 Генріх Кіперт  (нім. Heinrich Kiepert; 31 липня 1818 Берлін — 21 квітня 1889 Берлін — німецький географ і картограф, член Прусської та Австрійської академій наук..

## Біографія
1859 р. науковець став професором географії в університеті Гумбольдта (єдиним після смерті К. Ріттера). У 1863 р. він склав карти на замовлення Теодора Моммзена для його праці «Corpus Inscriptionum Latinarum». У 1864 р. він став директором топографічного відділення Прусського королівського статистичного бюро, де виконав ряд важливих державних замовлень. У 1869 р. Кіперт склав карти для книги Наполеона III про походи Юлія Цезаря. За свою роботу, від французького імператора, вчений отримав запрошення на відкриття Суецького каналу. Тоді ж він здійснив разом з сином Ріхардом подорож по Єгипту, Палестині та Трансйорданії. Потім мандрівник вирушив на Кіпр, Родос і в Малу Азію (Карію). 1869 р. став членом Берлінського товариства антропології, етнології та первісної історії. 1877 р. Кіперт став одним із засновників Німецького палестинського суспільства. У 1878 році у світ вийшла його найвидатніша робота — «Lehrbuch der alten Geographie» («Підручник з давньої географії»). У наступні роки науковець здійснив подорожі в Туреччину.

## Карти
Генріх Кіперт склав атлас стародавньої Греції, атлас античного світу і ряд інших карт, що були видані Прусською академією наук. Розселення українського народу було відображено на його дрібномасштабній «Етнографічній карті Російської імперії». Титул розташовано у верхній частині по центру, легенду — у правому нижньому куті. Видана в Берліні 1862 р. Перевидавалася в Парижі, в Російській імперії тощо. На карті автор виділив один етнос — Russes (русів). До Russes (русів) відніс великорусів, малорусів (українців), білорусів, сибіряків та козаків. Ареал розселення українців проходить значно північніше від сучасного українсько-білоруського кордону. Вся Слобожанщина (майже до Курська), а також рівнинний Крим позначені як райони, що заселені українцями..
Генріх Кіперт упродовж 1860-1865 рр. видав атлас «Hand-Atlas»; друге видання «Hand-Atlas» — 1871—1891 рр.; третє видання — «Kiepert's Grosser Hand-Atlas» — 1892—1900 рр. В атласах поміщена карта «Russland», яка була створена ще в 1856 р. Масштаб мапи 1:8 000 000. Центральна Наддніпрянщина, Чернігово-Сіверщина та Слобожанщена позначені як Ukraine ([[Україна). 1871 р. мапа «Monarchie Österreich-Ungern» в атласі «Hand-Atlas» (карта складена в 1870 р.). Правобережна Наддніпрянщина позначена як Ukraine (Україна). 1871 р. мапа «Europa» (Європа)  в атласі «Hand-Atlas» (карта складена в 1866 р.). Центральна Наддніпрянщина, Чернігово-Сіверщина та Слобожанщина позначені як Ukraine (Україна)..

## Вибрані праці
- Atlas von Hellas und den hellenischen Kolonien. (Атлас Греції та грецьких колоній)24 Blätter, Berlin 1841—1844
- Palästina. 3 Bände, Halle 1841
- Karte von Kleinasien. (Карти Малої Азії)6 Blätter, Berlin 1843—1845
- Neuer handatlas der Erde. (Новий малий атлас Землі)40 Blätter, Berlin 1857—1860
- Atlas antiquus. Berlin 1861 (Атлас старожитностей) (Digitalisat [Архівовано 2 січня 2022 у Wayback Machine.] der 5., neu bearb. u. verm. Aufl. 1869, Digitalisat [Архівовано 2 січня 2022 у Wayback Machine.] der 11. berichtigten Aufl. 1892)
- Großer Handatlas. (Великий атлас Землі)Berlin 1893—1895
- Formae orbis antiqui. (Атлас древнього світу)36 Karten, Berlin 1893 ff., fortgesetzt von Richard Kiepert
- Lehrbuch der alten Geographie(Підручник з давньої географії). Berlin 1878
- Leitfaden der alten Geographie. (Керівництво з давньої географії). Reimer, Berlin 1879 (Digitalisat [Архівовано 2 січня 2022 у Wayback Machine.])
- Historischer Schul-Atlas zur alten, mittleren und neueren Geschichte. Reimer, Berlin 1879 (Digitalisat [Архівовано 2 січня 2022 у Wayback Machine.])
- Schul-Atlas der Alten Welt. Reimer, Berlin 1883 (Digitalisat [Архівовано 2 січня 2022 у Wayback Machine.])